# 鹦鹉螺级布雷巡洋舰
鹦鹉螺级布雷巡洋舰（德語：Nautilus-Klasse）是德意志帝国海军于20世纪初建造的两艘布雷巡洋舰的船级，其中首舰鹦鹉螺号于1905年动工、1907年交付，信天翁号于1907年开建、1908年完工。两者均由不来梅的威悉船厂承建，但设计略有不同。鹦鹉螺号有一个飞剪式舰艏，而信天翁号的舰艏样式则与同时代的德国小巡洋舰类似。两艘同级舰配备有八门88毫米炮，可容纳186至288枚水雷。
两艘舰在入役后都曾投入公海舰队运用，但每次只有一艘，通常是轮替在舰队内从事改装或水雷战训练。第一次世界大战爆发后，这些舰只布下了几个雷区，既是为了保护德国沿岸，也是为了干扰英国海军的行动。1915年，信天翁号被转移至波罗的海与俄国波罗的海舰队作战，最终在7月的奥兰群岛海战中遭到俄国巡洋舰的伏击并被迫搁滩。鹦鹉螺号则参加了1917年的阿尔比恩行动，并于1918年重新武装以支持两栖作战，但从未以此角色参与任何行动。1918年战争结束后，信天翁号被送回德国，两舰都于1919年正式从海军名录中除籍。信天翁号在1915年的损坏中一直没有得到修复，因此立即报废出售，而鹦鹉螺号号却以废船身份一直留存至1928年才拆解。

## 设计

### 整体特征

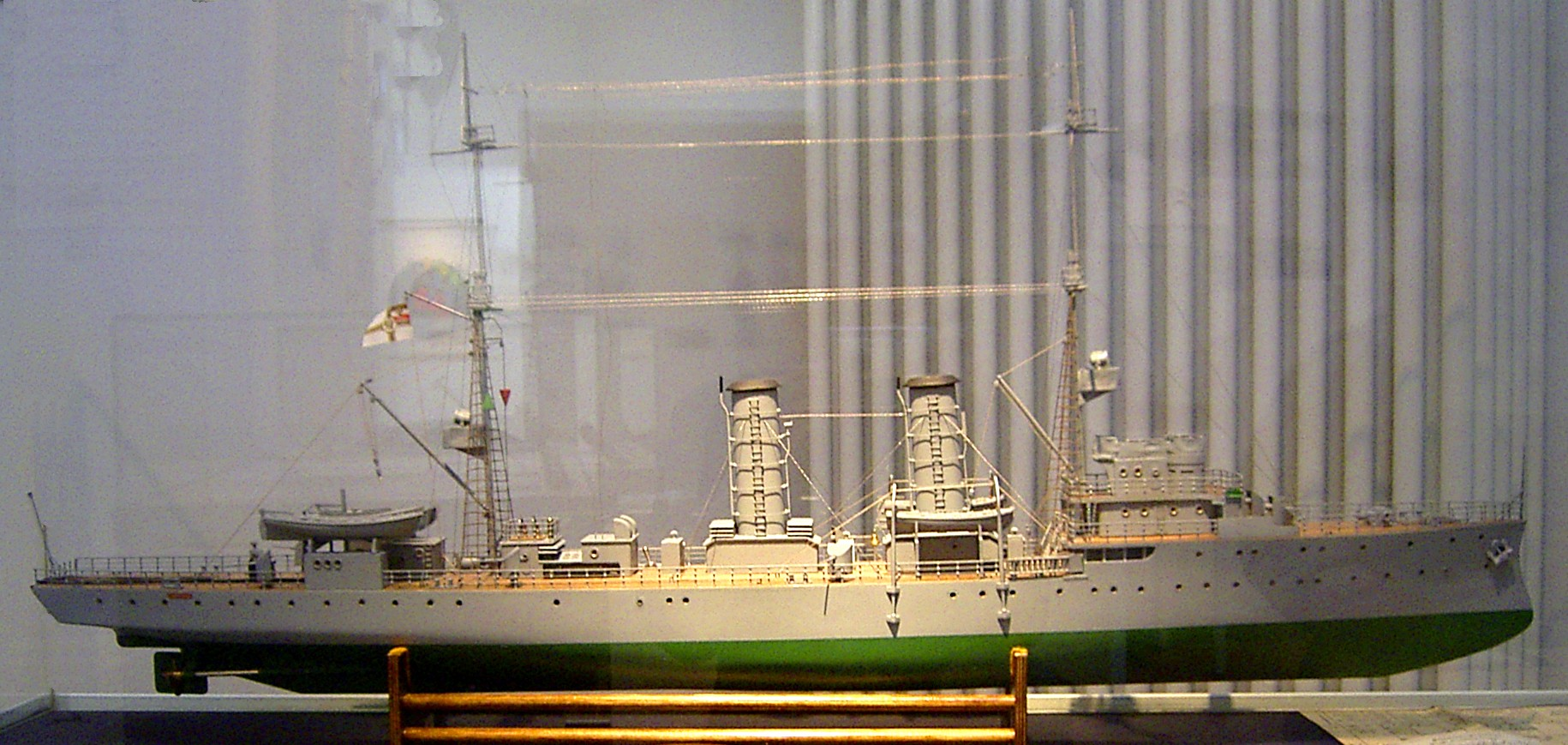
信天翁号模型；鹦鹉螺号则有一个飞剪式舰艏和从司令塔延伸至主桅杆的舰艛甲板

鹦鹉螺级两艘舰的外形尺寸略有不同。鹦鹉螺号全长98.2米，舷宽11.2米，平均吃水深度为4.42米。信天翁号稍大，全长100.9米，舷宽11.5米，有4.40米的吃水深度。鹦鹉螺号的标准排水量为1975吨、满载时排水量可达2345吨，而信天翁号的设计排水量则为2208吨、满载时排水量达2506吨。1909至1910年间，鹦鹉螺号曾在基尔的帝国船厂接受现代化改造。它的艉部悬垂被延长了2.7米，使舰只总长度达到100.9米，同时其舰艛甲板也被进一步延伸至舰艉。
船体采用横向和纵向钢框架构造，设有九个水密舱室和一个占龙骨长度比重为60%的双层船底。两舰都配备了带有顶部观察哨的两根桅杆。鹦鹉螺号和信天翁号的舰艏有所不同；前者采用的是飞剪式，而后者采用的是与同时代德国小巡洋舰类似的撞角式舰艏。信天翁号还有一个更高的艏楼，一直延伸到主桅杆的底部，而鹦鹉螺号则建有一个舰艛甲板，从前桅的后部开始延伸。
转向由单舵控制。这些舰只的操作性能良好，转弯半径小，但它们受到上风舵的影响，在航行过程中容易漂移。舰只的标准船员编制为10名军官和191名水兵，后来又增加到11名军官和197名水兵。它们还配备有一些小型舰载艇，其中包括两艘哨艇、一艘机动艇、两艘高低桅帆船和一艘小舢板。这些舰载艇是通过一台安装在主桅杆上的大吊杆进行升降。

### 推进装置
鹦鹉螺级舰只的推进装置由两台三缸三胀式蒸汽机组成，各负责驱动一副直径为3.20米的四叶螺旋桨。发动机的蒸汽由四台燃煤船用式锅炉提供，这些锅炉被分成四个独立的锅炉舱；它们被汇入两座间隔紧密的烟囱。电力则由两台涡轮发电机提供，可在110伏电压下产生90千瓦电。
舰只发动机的额定功率为6,600匹指示馬力（4,900千瓦特），最高航速20節（37每小時）；但两艘同级舰在速度试验中都略微超过了这些数字，其中鹦鹉螺号达到20.8節（38.5每小時），信天翁号达到20.2節（37.4每小時）。两舰的设计载煤量为200吨，但通过利用辅助贮存空间，鹦鹉螺号可贮存多达490吨、信天翁可搭载重达526吨燃煤。由此，这些舰只可以9節（17每小時）的巡航速度连续行驶3,530至3,680海里（6,540至6,820）。

### 武器装备
鹦鹉螺级的主舰炮为八门单座安装的88毫米35倍径速射炮。其中两门并排放置在艏楼，四门置于舰舯的舰艛上、每边舷侧各两门，最后两门则并排安装在舰艉。它们合共配备2000发弹药，最大射程为9100米。鹦鹉螺号最初可携带186枚水雷，但后来增加到205枚，而信天翁号的水雷容纳能力则达288枚。1918年，鹦鹉螺号重新装备了两门76毫米炮、四门20毫米高射炮、二十四挺机炮、两具火焰喷射器和四台水雷发射器，水雷携带量则维持不变。这些新武器装备旨在使该舰能够支援两栖作战。

## 同级舰
| 舰名     | 出处   | 造船厂         | 动工   | 下水           | 竣工          | 结局           |
| -------- | ------ | -------------- | ------ | -------------- | ------------- | -------------- |
| 鹦鹉螺号 | 鹦鹉螺 | 不来梅威悉船厂 | 1905年 | 1906年8月28日  | 1907年3月19日 | 1928年拆解报废 |
| 信天翁号 | 信天翁 | 不来梅威悉船厂 | 1907年 | 1907年10月23日 | 1908年5月19日 | 1921年拆解报废 |

## 服役历史

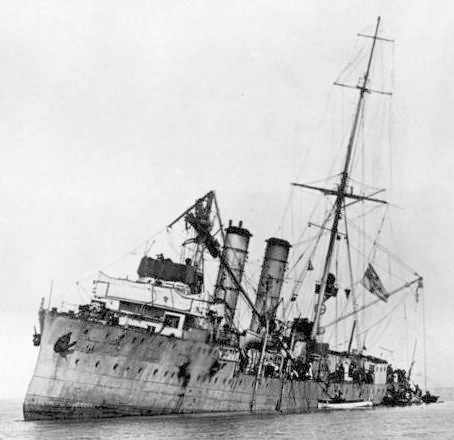
信天翁号在奥兰群岛海战后搁滩

交付使用后，鹦鹉螺号和信天翁号开始轮流在公海舰队服役；前者参加了1907年和1908年的年度舰队演习，继而被后者取代。鹦鹉螺号于1909－1910年间在基尔的帝国船厂进行了现代化改造，而信天翁号于1910－1911年间也在同一地点接受类似的现代化改造。在信天翁号撤出运用期间，鹦鹉螺号曾暂时重返舰队。当前者于1911年改装完成后，后者便被转移到北海作为水雷学校的训练船，并于年底退役。信天翁号则一直服役至1914年，除了曾与瓦尔特堡号轮船发生碰撞外，其余时间大抵平安无事。
1914年7月第一次世界大战爆发后，两艘同级舰都被动员起来布设了一系列雷区，最初是为了保护德国在北海和波罗的海的海岸线。8月，两舰开始在英国沿岸布设攻击性雷区，鹦鹉螺号甚至在10月也进行了类似的尝试，但由于截获的无线电显示有英国海军在场时，该行动被取消。1915年6月，信天翁号被调往波罗的海东部，并在当地水域布设攻击性雷区。最后一次是在7月的奥兰群岛海战中，一群俄国装甲巡洋舰拦截了信天翁号及其护航舰。对方严重损坏了信天翁号，为了防止沉没，其舰长被迫将舰只在中立国瑞典的海岸外搁滩。
鹦鹉螺号于1916年被调往波罗的海，并参加了1917年的阿尔比恩行动，为攻克里加湾提供支持。1918年，该舰为参与两栖作战而进行改装，其88毫米口径炮被一系列小口径的武器取代。在芬兰内战期间，它被编入一支特遣队前往支援芬兰白卫队，但没有参与任何作战。相反，在战争的剩余时间里，它一直在波罗的海东部巡逻。1918年11月战争结束后，鹦鹉螺号根据《凡尔赛条约》的条款遭解除武装并沦为废船；它先后被更名为“一号废船”（Hulk I）和“A号废船”（Hulk A），最终于1928年拆解。与此同时，信天翁号于1915年7月在一家瑞典打捞公司的协助下重新浮起，并一直被扣押至战争结束。它于1919年获交还德国，同年正式从海军名录中除籍并拆解报废。